# 緒方浩
緒方 浩（おがた ひろし、明治37年（1904年）3月2日 - ）は、日本の検事、弁護士。
元千歳科学技術大学学長・緒方直哉、元公安調査庁長官・緒方重威の父。

## 経歴
福岡県田川郡出身。磯吉の三男。実家は地元で知られた富農だったが、浩が育った頃は家勢が傾いていた。
昭和3年（1928年）中央大学法科卒業。翌年高文（高等文官試験）司法科合格。
東京地検検事、満州国最高検検事同国務院総務庁参事官を経て同企画局第一部長兼建国大教授となり保安政策汎論講座を担当する。

## 人物像
中央大在学時代は、戦前の右翼・大アジア主義勢力を代表する内田良平、頭山満といった人々を自ら訪ね歩き、その講演などに感銘を受ける政治青年だった。従って緒方は極めて右翼的な思潮を持った学生として青年期を過ごしたと言える。
趣味は狩猟、ゴルフ、弓道。宗教は禅宗。福岡県田川郡香春町在籍。住所は東京都杉並区阿佐ヶ谷。

## 家族
- 妻・俊子

明治40年（1907年）3月生～没
- 長女
- 長男・直哉

昭和7年（1932年）3月生～
- 次男・重威

昭和9年（1934年）6月生～

## 著作
- 『仏教と社会運動』
- 『保安政策汎論』
- 『中国共産党史』